# Anacani
Anacani conosciuta anche come Connie, pseudonimo di Anacani Maria Consuelo y Castillo Lopez Cantor Montoya, talvolta indicata come Anacani Echeverria (Sinaloa, 10 aprile 1954), è una cantante e attrice statunitense di origine messicana.
Il suo repertorio varia fra il rock ed il pop comprendendo anche musica latina, brani del passato divenuti standard e canzoni easy listening. Suona la chitarra e l'accordéon. È spesso ospite di famose orchestre sinfoniche e dai primi anni ottanta partecipa all'iniziativa Telethon a beneficio della West Texas Rehabilitation Center che si tiene nella città texana di Abilene.

## Biografia
Sesta di sette figli nati da genitori franco-messicani, è conosciuta principalmente per la sua partecipazione alla trasmissione televisiva degli anni settanta The Lawrence Welk Show, prodotta e condotta da Lawrence Welk.
È conosciuta anche per la cover del brano Cuando calienta el sol, lanciato nei primi anni sessanta dal trio vocale cubano, poi naturalizzato messicano, Los Hermanos Rigual, e di altri evergreen della canzone internazionale, come Bésame mucho, Perfidia, Spanish Eyes, Strangers in the Night, Maria Elena, Cielito lindo e La paloma. Nel 1981 è apparsa in un piccolo ruolo del film di Luis Valdez Zoot Suit.
Era ancora bambina quando con la famiglia lasciò il Messico per trasferirsi negli Stati Uniti. Fu in quel periodo che si avvicinò al canto, grazie anche al supporto della famiglia naturalmente portata verso la musica.
Al tempo delle scuole medie, durante una vacanza in Messico presso parenti, mentre cantava fu notata da un produttore televisivo che la fece debuttare nello show televisivo Las Estrellas y Usted (Le stelle e te) e partecipare da lì in avanti a concerti in teatro e a diverse altre trasmissioni delle stazioni televisive dell'America Latina.
Terminati gli studi alla high school, Anacani impresse una svolta ulteriore alla sua nascente carriera di artista musicale. La svolta avvenne durante la permanenza al Lawrence Welk Resort di Lawrence Welk a Escondido, in California. Welk era un noto impresario di spettacolo e conduttore televisivo di un proprio programma, il The Lawrence Welk Show, e diventerà da quel momento in poi per la cantante una sorta di pigmalione.
Ad Escondido Welk ebbe modo di apprezzare Anacani, tanto da decidere di ingaggiarla come cantante del resort. Dal gennaio 1973 la fece poi partecipare al Lawrence Welk Show. Dopo un breve periodo di partecipazioni come guest star, l'artista divenne una presenza fissa all'interno del cast della trasmissione.
Durante questi spettacoli, e anche dopo, Anacani ha consolidato la sua fama di cantante popolare portando al successo canzoni divenute dei classici, come Vaya con Dios, Luna e It's Impossible. Ha duettato, fra l'altro, con Tanya Falan e con altri cantanti e musicisti dell'entourage di Welk, con i quali ha tenuto show per tutta l'America (l'esito di tali concerti è raccolto in un album discografico intitolato Lawrence Welk presents Anacani e distribuito dalla Ranwood Records).
Oltre a continuare a cantare con i membri della Welk family (è sovente invitata a manifestazioni ed eventi), svolge attività di disegnatrice di moda e realizza abiti in prêt-à-porter.

### Vita privata
Vive ad Escondido, California, con il marito Rudy Echeverria, sposato nel 1978, e la figlia Priscilla.

## Filmografia parziale

### Cinema
- Zoot Suit, regia di Luis Valdez (1981)

### Televisione
- The Lawrence Welk Show (dal 1972 al 1982)
- Lawrence Welk: Milestones & Memories - A Musical Family Reunion (2001)